# Andernos-les-Bains

Andernos-les-Bains este o comună în departamentul Gironde din sud-vestul Franței. În 2009 avea o populație de 11.043 de locuitori.

## Evoluția populației
| An        | 1975  | 1982  | 1990  | 1999  | 2006   | 2009   |
| --------- | ----- | ----- | ----- | ----- | ------ | ------ |
| Populație | 5.119 | 5.971 | 7.176 | 9.254 | 10.278 | 11.043 |